# Klemen Kelgar
Klemen Kelgar, slovenski hokejist, * 24. december 1976, Celje.
Kelgar je igral v ameriški univerzitetni ligi NCAA za Lake Superior State University. Med letoma 1999 in 2000 je bil član slovenske reprezentance v hokeju na ledu.

## Pregled kariere
Odebeljeno - reprezentančni nastopi, glej tudi Statistika pri hokeju na ledu.
| Moštvo                         | Liga                      | Sezona |    | Redni del | Redni del | Redni del | Redni del | Redni del | Redni del |   | Končnica | Končnica | Končnica | Končnica | Končnica | Končnica |
| ------------------------------ | ------------------------- | ------ | -- | --------- | --------- | --------- | --------- | --------- | --------- | - | -------- | -------- | -------- | -------- | -------- | -------- |
| Moštvo                         | Liga                      | Sezona | OT | G         | P         | T         | +/-       | KM        | OT        | G | P        | T        | +/-      | KM       |          |          |
| Slovenija                      | Svetovno ml. prvenstvo C2 | 95     |    | 5         | 1         | 2         | 3         |           | 14        |   |          |          |          |          |          |          |
| Slovenija                      | Svetovno ml. prvenstvo C  | 96     |    | 4         | 1         | 2         | 3         |           | 6         |   |          |          |          |          |          |          |
| Lake Superior State University | NCAA                      | 97/98  |    | 21        | 0         | 3         | 3         |           | 4         |   |          |          |          |          |          |          |
| Lake Superior State University | NCAA                      | 98/99  |    | 18        | 0         | 0         | 0         |           | 16        |   |          |          |          |          |          |          |
| Slovenija                      | Svetovno prvenstvo B      | 99     |    | 7         | 0         | 0         | 0         |           | 4         |   |          |          |          |          |          |          |
| Lake Superior State University | NCAA                      | 99/00  |    | 17        | 0         | 1         | 1         |           | 14        |   |          |          |          |          |          |          |
| Slovenija                      | Svetovno prvenstvo B      | 00     |    | 7         | 0         | 2         | 2         | 0         | 12        |   |          |          |          |          |          |          |
| Lake Superior State University | NCAA                      | 00/01  |    | 1         | 0         | 0         | 0         |           | 0         |   |          |          |          |          |          |          |
| Skupaj                         |                           |        |    | 80        | 2         | 10        | 12        |           | 70        |   |          |          |          |          |          |          |